# Ardales
Ardales é um município da Espanha na província de Málaga, comunidade autónoma da Andaluzia, de área 106 km² com população de 2595 habitantes (2004) e densidade populacional de 24,48 hab./km².

## Demografia
| Variação demográfica do município entre 1991 e 2004 | Variação demográfica do município entre 1991 e 2004 | Variação demográfica do município entre 1991 e 2004 | Variação demográfica do município entre 1991 e 2004 |
| --------------------------------------------------- | --------------------------------------------------- | --------------------------------------------------- | --------------------------------------------------- |
| 1991                                                | 1996                                                | 2001                                                | 2004                                                |
| 3201                                                | 3030                                                | 2664                                                | 2642                                                |